# Sint-Franciscusinstituut (Melle)
Het Sint-Franciscusinstituut is een onderwijsinstelling en voormalig klooster in de Oost-Vlaamse plaats Melle, gelegen aan de Tuinstraat 105.

## Geschiedenis
In 1883 werd het klooster, met daarbij een meisjesschool, opgericht door de Zusters Franciscanessen van het Crombeen te Gent. Het onderwijsaanbod werd in de jaren '20 van de 20e eeuw uitgebreid met een école commercial (handelsopleiding) en in de jaren '30 van de 20e eeuw met een opleiding coupe (snit en naad). Ook werd, in het 2e kwart van de 20e eeuw, een humaniora toegevoegd. Uiteindelijk werd en bleef het Sint-Franciscusinstituut een school voor secundair onderwijs.
Het kloostergebouw is in neogotische stijl.